# 伊斯萊塔村 (新墨西哥州)
伊斯萊塔村（英語：Isleta Village Proper）是位於美國新墨西哥州伯納利歐縣的普查規定居民點。

## 人口
根據2020年美國人口普查的數據，伊斯萊塔村的面積為1.89平方千米，皆為陸地。當地共有人口802人，而人口密度為每平方千米424.34人。